# Атна (язык)

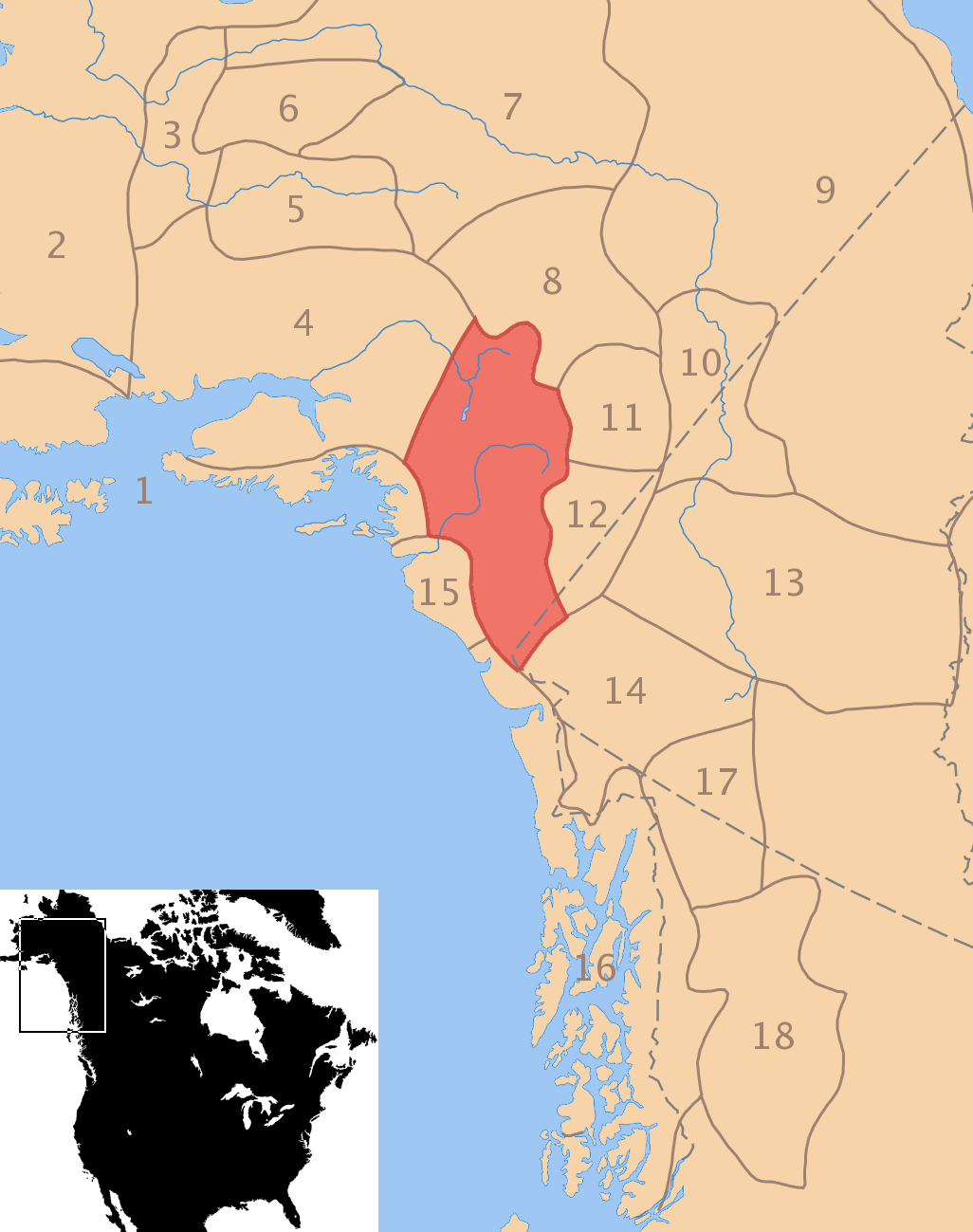
Распространение атна к приходу европейцев.

Атна (атена, медновский; Ahtna, Ahtena, Copper River, Mednovskiy) — один из индейских языков Северной Америки, на котором говорит народ атна, проживающий у реки Коппер на юго-востоке Аляски. Входит в семью на-дене, атабаскско-эякскую подсемью, атабаскскую ветвь, северо-атабаскскую группу.
Язык народа танаина на западе считается наиболее близкими по родству языку атна.

## Социолингвистическая информация
Язык атна является вымирающим. Общая численность населения составляет около 500 человек, из которых около 45 представителей говорят на родном языке. Возраст всех носителей составляет не менее 60 лет. Несмотря на то, что большинство детей народа атна знают некоторые высказывания и основную лексику этого языка, дома они говорят на английском. Тем не менее в сообществе растёт желание возрождать языка атна, и были предприняты действия, направленные на расширение знаний о языке среди всех жителей, проживающих в Медной долине.
В зависимости от места жительства вдоль реки Коппер различаются следующие диалекты языка атна:
- Нижний атна (Ahtna’ht’aene) в устье реки у залива Аляска;
- Средний атна (Dan’ehwt’aene) в середине течения реки;
- Верхний атна (Tate’ahwt’aene) вверх по реке;
- Западный атна (Tsaay Hwt’aene) (вымер).

## Письменность
Письменность языка существует на латинской основе: 
- ', A a, Aa aa, Ae ae, B b, C c, C' c', D d, Dl dl, Dz dz, E e, G g, Gg gg, Gh gh, H h, Hw hw, I i, Ii ii, K k, K' k', L l, Ł ł, N n, Ng ng, O o, O o, S s, T t, T' t', Tl tl, Tl' tl', Ts ts, Ts' ts', U u, Uu uu, X x, Y y, Z z[5].

## Лексика
Атна делили год на 15 месяцев (10 — зимних и осенних, 5 — весенних и летних) и называли по порядку: первый, второй и т. д.
Русских называли кетчетняи, от кетчи — «железо».
В целях сохранения языка в 1990 году Джеймс Кари выпустил словарь языка атна. Несколько лет спустя народ атна самостоятельно выпустил словарь существительных своего языка (The Ahtna Noun Dictionary of Pronunciation Guide: Ahtna Heritage Foundation / Ahtna, Inc., 1998, 2011 Revised).
Американский лингвист М. Е. Краусс отмечает, что в языке современных атна около 50 слов русского происхождения.
В статье «Медновцы» из журнала «Сын Отечества» за 1839 год приведены примеры из языка атна по записям барона Ф. П. Врангеля:
| Русский  | Атна     |
| -------- | -------- |
| Небо     | Я-ать    |
| Ночь     | Тотче    |
| Лёд      | Тътёнъ   |
| Камень   | Тцешъ    |
| Женщина  | Шаатъ    |
| Лисица   | Накатце  |
| Орёл     | Тчкулякъ |
| Огонь    | Ткхопъ   |
| Кровь    | Телль    |
| Жир      | Хъ хя    |
| Иди сюда | А-ны     |